# Рим. Расцвет и гибель империи
«Рим: Расцвет и гибель империи» (англ. Rome: Rise and fall of an empire) — докудрама из тринадцати эпизодов, выпущенная компанией Gardner Films и впервые показанная в Великобритании на канале History Channel с 21 июля 2008 года. Сюжет сериала повествует о превращении Римской республики в великую Римскую Империю, о её расцвете и падении.

## Сюжет
Рим. Из небольшой республики он вырос в могущественную империю, простоявшую более шести столетий. Он принес миру первую профессиональную армию и заложил модель западной цивилизации. Однако, когда стройный механизм Римской империи дал сбой, она рухнула в мгновение ока.

## Эпизоды
Данный проект компании Gardner Films состоит из тринадцати эпизодов.
| №  | Название                   | Время действия        | Содержание |
| -- | -------------------------- | --------------------- | --- |
| 1  | «Первая война с варварами» | II век до н. э.       | 113 год до н. э. Рим получил господство над всем Средиземноморским бассейном. Но с новыми землями пришли и новые враги - кимвры и тевтоны.... |
| 2  | «Спартак»                  | I век до н. э.        | Мощная римская армия и идеология завоеваний принесли в Рим сокровища и рабов. Не все рабы предназначались для полевых работ. Сильнейшие из них оставлялись для спорта, для подготовки к арене - в качестве гладиаторов. Кровавые смерти гладиаторов-рабов стали излюбленным зрелищем римлян. В I веке до нашей эры (74 год до н. э.—71 год до н. э.) среди рабов взорвался мятеж против их угнетателей. Имя их лидера - «Спартак», навеки осталось в истории... |
| 3  | «Юлий Цезарь»              | I век до н. э.        | 63 год до н. э. Республика в огне гражданской войны. Насилие и смерть царят на улицах. Юлий Цезарь, страстно желая славы, вступает в жестокую десятилетнюю кампанию по уничтожению последних галлов и прославлению своего имени. Его аристократические противники пытались остановить его, но он оказался сильнее. А потом он пересек Рубикон, доказывая свое право считаться главным человеком Рима.... |
| 4  | «Чащa смерти»              | I век до н. э., I век | 27 год до н. э. Римской демократии более не существует. Начинается эпоха императоров, первый из которых - Август. В эпоху правления императора Августа идет бурный рост Римской империи, и в центре внимания - населенные племенами варваров земли за Рейном. Но вместо славных побед, в 9 году происходит кровавая бойня. Германцы дают отпор римскому завоеванию. Несбывшиеся амбиции. Меняется ход истории. Империя теперь под ударом... |
| 5  | «Вторжение в Британию»     | I век                 | Римская империя, потерпев поражение в схватке с германцами, утратила веру в свое превосходство. В 43 году великая армия Рима направила свои войска в Британию. «Волшебная» страна, населенная странными дикарями, зачаровывает и пугает римлян. Победа над Британией должна стать важным свершением, достойным могущественного императора Клавдия... |
| 6  | «Завоевание Дакии»         | I век, II век         | В конце I века нашей эры Римская империя стоит на прочном фундаменте: армия сильна, войны выиграны, господство утверждено. У власти император Домициан (51—96). Его правление ознаменовано крупными кампаниями против племен даков, что позволило Домициану с триумфом вернуться в Рим. Но внутренняя политика Домициана порождала ненависть к нему аристократических и придворных кругов. В итоге он был отравлен. Римским императором становится Траян (53—117). Он ведет принципиально иную политику в отношении римской знати, чем завоевывает популярность и поддержку. Его успехи в покорении новых земель еще более укрепляют его позиции и увеличивают его славу... |
| 7  | «Мятеж и предательство»    | II век                | 162 год. Марк Аврелий унаследовал империю в период ее процветания. Чем больше разрастается Рим, тем более крупной мишенью он становится. На востоке и на севере разворачивается война, в это же время начинается эпидемия чумы. Долг зовет Марка Аврелия спасти империю, но чума настигает императора. Его давняя мечта о завоевании германских земель уже не воплотится... |
| 8  | «Гнев богов»               | III век               | В середине III века Рим, разрушенный гражданской войной и нашествиями внешних врагов, находится в состоянии кризиса. В то время как племена готов атакуют границы империи, а вокруг императора Филиппа I (204-249) растет число предателей, его доверенный - генерал Деций (201-251) - обвиняет Филиппа в мягкости и бездействии по отношению к христианам. Но и Деций вскоре предаст Филиппа, столкнувшись с ним в борьбе за корону и победив в этой схватке. Став императором, Деций решит вернуть милость «языческих» богов... |
| 9  | «Солдатский император»     | III век               | К концу III века гражданская война расколола империю и сделала ее границы беззащитными перед нашествиями варваров. Римляне, жившие около восточных и западных границ, были вынуждены защищаться сами, создавая собственные армии и выдвигая своих императоров. В это время появился человек, который сам пробил себе дорогу, поднявшись из воинских шеренг на трон императора Рима. Его звали Аврелиан (214—275)... |
| 10 | «Константин Великий»       | III век, IV век       | В сложный период поздней истории Римской империи многие правители боролись за власть. В этом хаосе появился человек, который уничтожил соперников и сплотил империю под покровительством нового бога. Это был император Константин (272-337), который не останавливался ни перед чем во имя спасения умирающей империи... |
| 11 | «Полководец-варвар»        | IV век, V век         | Победоносный император Константин объединил расколотую Римскую империю. Но теперь, когда ее армии снова разгромлены, а императоры убиты варварами, Империя стоит на краю пропасти. В это время появляются два могущественных правителя: один - Стилихон (358—408) в Империи, другой - Аларих (ок.370—410) на стороне ее врагов. Их борьба выявит непримиримые противоречия внутри самой Империи... |
| 12 | «Кукловод»                 | V век                 | Римская империя опустошена войнами и быстро теряет контроль над своими землями из-за внешних нашествий. В центре этого хаоса три римских командующих борются за власть. Но только один из них - варвар Рицимер (405—472) - получит власть над Римом... |
| 13 | «Последний император»      | V век                 | К середине V века варваров германцев с востока значительно потеснили варвары гунны. Из-за переселений германских племен Римская империя совершенно потеряла контроль над своими западными провинциями. В это время появляется римский командующий Флавий Орест, намеренный вернуть Риму былую славу. Но на его пути встаёт жестокий телохранитель-варвар Одоакр (ок.433-493)... |

## Создатели
- Robert H. Gardner, Rex Piano, Alexander Emmert, Nick Gardner — режиссёры
- Проф. Томас Мартин — научный консультант

## Актёры
| Актёр | Роль         |
| ----- | ------------ |
|       | Спартак      |
|       | Юлий Цезарь  |
|       | Август       |
|       | Клавдий      |
|       | Домициан     |
|       | Траян        |
|       | Марк Аврелий |
|       | Филипп I     |
|       | Деций        |
|       | Аврелиан     |
|       | Константин   |
|       | Стилихон     |
|       | Аларих       |
|       | Рицимер      |
|       | Флавий Орест |
|       | Одоакр       |